# Муми, Лилиана
Лилиана Берри Дэвис Муми (англ. Liliana Mumy; род. 16 апреля 1994) — американская актриса. Известна по ролям Джессики Бейкер в фильме «Оптом дешевле 2» и Люси Миллер в «Санта-Клаус 2» и «Санта-Клаус 3». Её отец актёр Билл Муми, известный своими ролями в классических научно-фантастических телесериалах «Затерянные в космосе» и «Вавилон-5».

## Биография
Родилась 16 апреля 1994 года в Сан-Маркосе, Калифорния, мать Эйлин Джой (урождённая Дэвис), отец Билл Муми известный ребёнок-актёр, исполнитель главной роли в классических научно-фантастических телесериалах «Затерянные в космосе» и «Вавилон 5». Она является сестрой ребёнка актёра Сета Муми. Лилиана является близким другом Морган Йорк, исполнительницы главной роли в фильме «Оптом дешевле». Окончила Лорел-Холл Школа в North Hollywood, CA и училась в Campbell Hall School. Окончила Notre Dame High School в Шерман Оукс, Калифорния.

## Фильмография
| Год                                               | Фильм                                               | Роль                                |
| ------------------------------------------------- | --------------------------------------------------- | ----------------------------------- |
| 1999                                              | «Мои соседи Ямада»                                  | Ноноко                              |
| 2002                                              | «Санта-Клаус 2»                                     | Люси Миллер                         |
| 2002                                              | «Лило и Стич»                                       | Миртл Эдмондс                       |
| 2003                                              | «Стич! Фильм»                                       | Миртл Эдмондс                       |
| 2003                                              | «Оптом дешевле»                                     | Джессика Бейкер                     |
| 2004                                              | «Ходячий замок»                                     | Мэдж (Голос)                        |
| 2005                                              | «Холли Хобби и её Друзья: Вечеринка-Сюрприз»        | Amy Моррис                          |
| 2005                                              | «Лило и Стич 2:Стич Имеет Глюк»                     | Миртл Эдмондс                       |
| 2005                                              | «Счастливый Эльф»                                   | Сестра (голос)                      |
| 2005                                              | Оптом дешевле 2                                     | Джессика Бейкер                     |
| 2006                                              |                                                     |                                     |
| «Barnyard»                                        | Чик                                                 |                                     |
| «Холли Хобби и её Друзья: с Рождеством Христовым» | Эмми Моррис                                         |                                     |
| «Санта-Клаус 3»                                   | Люси Миллер                                         |                                     |
| 2007                                              | «Холли Хобби и её Друзья: таинственных Приключений» | Эмми Моррис                         |
| 2007                                              | «Холли Хобби и её Друзья: Лучшие Друзья Навсегда»   | Эмми Моррис                         |
| 2008                                              | «Снежные Друзья»                                    | Rosebud (голос)                     |
| 2009                                              | «Космические друзья»                                | Rosebud (голос)                     |
| 2009                                              | «Друзья Санты»                                      | Rosebud (голос)                     |
| 2011                                              | «Бэтмен: Первый год»                                | Холли Робинсон (голос)              |
| 2012                                              | «Скуби-Ду! Музыка вампира»                          | Екатерина (голос)                   |
| 2016 — наст. время                                | «Мой шумный дом»                                    | Лени Лауд                           |
| 2021                                              | «Мой шумный дом: Фильм»                             | Лени Лауд / Лени Лауд в 1600-е годы |